# Михайлов (Адыгея)
Михайлов — хутор в Шовгеновском муниципальном районе Республики Адыгея России.
Входит в состав Заревского сельского поселения.

## Население
| 2002 | 2010 | 2013 | 2014 | 2015 | 2016 | 2017 |
| ---- | ---- | ---- | ---- | ---- | ---- | ---- |
| 95   | ↘92  | ↘90  | →90  | ↘88  | ↘85  | ↘80  |
| 2018 | 2019 | 2020 | 2021 | 2023 | 2024 |      |
| ↘76  | →76  | ↘74  | ↗75  | ↗89  | →89  |      |

## Улицы
- Заречная,
- Красноармейская.